# Pinanga paradoxa
Pinanga paradoxa là loài thực vật có hoa thuộc họ Arecaceae. Loài này được (Griff.) Scheff. miêu tả khoa học đầu tiên năm 1871.